# Plazmoid

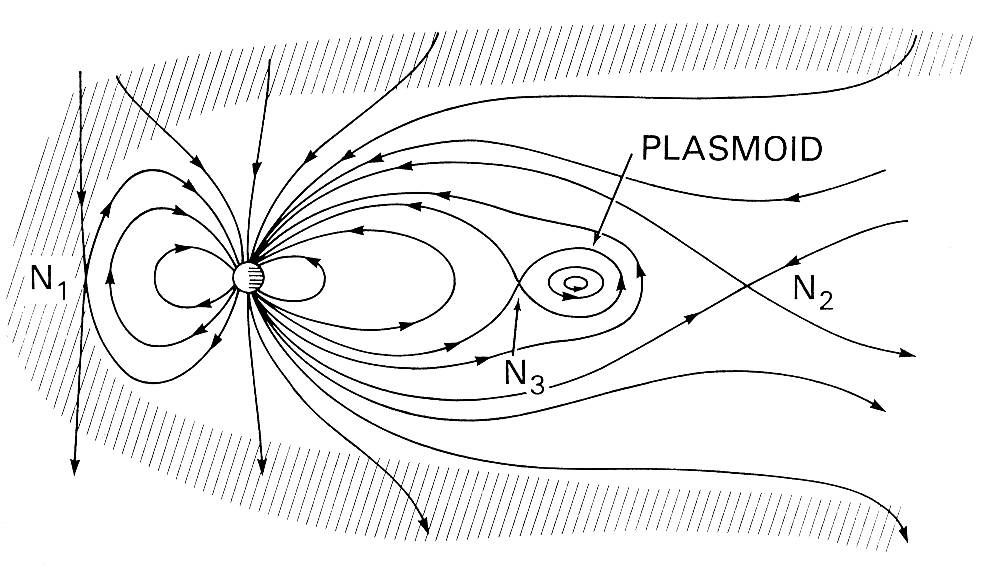
Přírodní plazmoid vytvořený v magnetickém poli blízko Země magnetickým znovuspojením.

Plazmoid je koherentní struktura plazmatu a magnetických polí. Jeho teorie byla vytvořena k vysvětlení přírodních úkazů, jakými jsou například kulový blesk, magnetické bubliny v magnetosféře a objekty v ocasech komet. Dále pak ve slunečním větru, sluneční atmosféře a heliosférickém nabitém obalu. Plazmoidy vytvářené v laboratorních podmínkách zahrnují také konfiguraci obráceného pole a sféromaky.
Slovo plazmoid bylo použito roku 1956 Winstonem H. Bostickem (1916–1991), ve významu plazmo-magnetickou strukturu látku: „Plazma není vypuštěna jako beztvarý blob, ale ve formě toru. Této toroidní strukturu můžeme říkat plazmoid, slovem, označujícím plazmo-magnetický objekt. Plazmoid je obecný výraz pro všechny plazmo-magnetické struktury a stavy.“

## Charakteristiky plazmoidu
Plazmoidy vypadají jako válce plazmatu prodloužené ve směru magnetického pole. Nesou měřitelný magnetický pohyb, měřitelnou translační rychlost, příčné elektrické pole a mají měřitelnou velikost. Plazmoidy na sebe mohou vzájemně působit jednoduše tím, že se od sebe odrážejí. Jejich orbity mohou rovněž kroužit jeden okolo druhého.
Plazmoidy mohou
Winston H. Bostick
Plazmoid má vnitřní tlak vycházející jednak z plynného tlaku plazmatu, a také díky tlaku magnetického pole. Aby se zajistil přibližně stejný rádius plazmoidu, musí být tento tlak vyvážen tlakem vnějším, jelikož například ve vakuu bez magnetických polí plazmoid rychle expanduje až do svého rozptýlení.